# Superunknown
| 전문가 평가                   | 전문가 평가 |
| 평가 점수                     | 평가 점수   |
| 출처                          | 점수        |
| ----------------------------- | ----------- |
| AllMusic                      | [ 2 ]       |
| Blender                       | [ 3 ]       |
| Christgau's Consumer Guide    | A−          |
| Entertainment Weekly          | A           |
| Los Angeles Times             | [ 6 ]       |
| Pitchfork                     | 8.5/10      |
| Q                             | [ 8 ]       |
| Rolling Stone                 | [ 9 ]       |
| The Rolling Stone Album Guide | [ 10 ]      |
| Spin                          | [ 11 ]      |

《Superunknown》은 미국의 록 밴드 사운드가든의 네 번째 스튜디오 음반으로, 1994년 3월 8일, A&M 레코드를 통해 발매되었다. 이 음반은 베이시스트 벤 셰퍼드와 함께한 밴드의 두 번째 음반이며, 새로운 프로듀서 마이클 베인혼이 참여했다. 사운드가든은 이전 음반인 《Badmotorfinger》 (1991년)를 지원하기 위해 투어를 한 후 음반 작업을 시작했다. 《Superunknown》은 밴드의 이전 음반의 무게감을 담아냈고, 더 다양한 영향력을 보여주었다.
《Superunknown》은 비판적이고 상업적인 성공을 거두었고 밴드의 획기적인 음반이 되었다. 이 음반은 빌보드 200에서 1위로 데뷔했으며, 첫 주에 31만 장이 팔렸다. 이 음반은 호주, 캐나다, 뉴질랜드 차트에서도 1위를 차지했다. 이 음반에서 다섯 개의 싱글이 발매되었는데, 〈The Day I Tried to Live〉, 〈My Wave〉, 〈Fell on Black Days〉, 〈Spoonman〉, 〈Black Hole Sun〉이 그 중 두 개가 그래미 어워드를 수상했고 사운드가든이 주류 인기를 얻는 데 도움을 주었다. 1995년, 이 음반은 그래미 어워드 최우수 록 음반 후보에 올랐다. 이 음반은 미국 음반 산업 협회에 의해 6배 플래티넘 인증을 받았다. 2019년 4월, 《Superunknown》은 《롤링 스톤》이 선정한 "역사상 가장 위대한 50개의 그런지 음반" 중 9위에 올랐다.

## 녹음
사운드가든은 1992년 롤라팔루자 투어를 마친 후 약 두 달 만에 음반 작업을 시작했다. 개별 밴드 멤버들은 스스로 자료를 작업한 다음 다른 밴드 멤버들이 기여할 데모를 가져온다. 프런트맨 크리스 코넬은 이 밴드 멤버들이 서로 과거 음반보다 더 많은 자유를 허락했다고 말했다. 타일은 비록 밴드가 이전 음반에 썼던 것만큼 많은 시간을 쓰고 편곡하는데 썼지만, 그 곡들을 녹음하는 데 훨씬 더 많은 시간을 썼다고 관찰했다. 프로듀서 테리 데이트와 두 장의 음반을 낸 후, 기타리스트 킴 타일이 "우리는 변화를 위해 갈 것이라고 생각했다"고 말하자, 밴드는 다른 협력자를 찾기로 결정했다. 결국 그들은 프로듀서 마이클 베인혼에게 합의를 보았고, 그는 "사운드가든에 붙이려고 했던 자신의 트레이드마크 사운드를 가지고 있지 않았다"며 밴드가 승인한 아이디어를 가지고 있었다.
이 음반의 녹음 세션은 1993년 7월부터 9월까지 워싱턴주 시애틀의 배드 애니멀스 스튜디오에서 열렸으며, 코넬에 따르면 "시애틀에는 괜찮은 스튜디오가 없었고 이제 네브 콘솔이 있는 스튜디오가 있기 때문에 그것을 사용하는 것이 분명해 보였다"고 한다. 사운드가든의 후속 음반을 제작했던 배드 애니멀스의 상주 엔지니어 애덤 카스퍼는 베인혼의 녹음 과정을 도왔다. 사운드가든은 한 번에 한 곡씩 녹음하는 방식을 취했다. 드럼과 베이스 부분은 각 곡마다 먼저 녹음되었고, 코넬과 태일은 그들의 부분을 위에 놓았다. 코넬은 베인혼을 알게 된 것이 사운드가든이 음반 작업에 소비한 시간에 기여했다고 말했다. 밴드는 다양한 드럼과 기타 사운드를 실험하는 데 시간을 보냈고, 레이어링과 같은 기술을 활용하여 광범위한 제작 사운드를 만들어냈다. 코넬은 "마이클 베인혼은 사운드에 푹 빠졌습니다. 그는 그 일에 대해 너무, 거의, 너무 냉소적이어서, 많은 시간을 우리를 짜증나게 했습니다. 녹음하고 싶은 사운드를 들을 때쯤이면, 여러분은 그 곡을 연주하는 것에 진절머리가 납니다." 베인혼은 밴드의 사운드를 형성하기 위해 그가 선호하는 많은 뮤지션들을 추가하려고 노력했는데, 《빌보드》는 "밴드를 무차별적인 힘으로부터 해방시키고, 더 미묘한 힘에 투자할 수 있는 자극을 주었다"고 묘사했다. 예를 들어, 〈Black Hole Sun〉의 보컬을 녹음하기 전에, 베인혼은 코넬에게 프랭크 시나트라의 노래를 듣게 했다.
《Superunknown》은 약 70분 동안 15곡 동안 지속되는데, 코넬에 따르면, "우리는 무엇이 잘라져야 하는지에 대해 정말로 논쟁하고 싶지 않았다"고 한다. 사운드가든은 10일간의 미국 투어에서 닐 영을 위해 녹음 중간에 휴식을 취했다. 밴드는 밴드가 "새로운 귀 한 쌍"이 필요하다고 느꼈기 때문에 브렌던 오브라이언을 음반을 믹싱하기 위해 데려왔고 오브라이언은 펄 잼의 기타리스트 스톤 고사드가 추천했다. 타일은 믹싱 과정을 "매우 고통스럽지 않다"고 불렀고, 베이시스트 벤 셰퍼드는 "레코드에서 가장 빠른 부분"이라고 말했다.

## 발매 및 상업적 성과
《Superunknown》은 사운드가든의 브레이크아웃 음반으로, 밴드의 국제적 명성을 얻었다. 1994년 3월 발매된 《Superunknown》은 빌보드 200 차트에서 1위로 데뷔했고, 결국 1994년 13번째로 많이 팔린 음반으로 마감되었고, 250만 장이 팔렸다. 음반 《Superunknown》은 미국 음반 산업 협회에 의해 6배 플래티넘 인증을 받았고, 캐나다와 호주에서는 3배 플래티넘, 스웨덴에서는 2배 플래티넘, 영국에서는 플래티넘, 네덜란드와 이탈리아에서 골드 인증을 받았다.
닐슨 사운드스캔에 따르면 2019년 기준으로 《Superunknown》은 미국에서 390만 장이 팔렸다. 이 음반은 1995년에 발매된 EP 《Songs from the Superunknown》과 CD-ROM 《Alive in the Superunknown》을 발매했다.

## 곡 목록
모든 곡들은 특별한 언급이 없는 한 크리스 코넬에 의해 작사/작곡하였다.
| #   | 제목                        | 작사·작곡       | 재생 시간 |
| --- | --------------------------- | --------------- | --------- |
| 1.  | 〈Let Me Drown〉            |                 | 3:51      |
| 2.  | 〈My Wave〉                 | 코넬, 킴 타일   | 5:12      |
| 3.  | 〈Fell on Black Days〉      |                 | 4:42      |
| 4.  | 〈Mailman〉                 | 코넬, 맷 캐머런 | 4:25      |
| 5.  | 〈Superunknown〉            | 코넬, 타일      | 5:06      |
| 6.  | 〈Head Down〉               | 벤 셰퍼드       | 6:08      |
| 7.  | 〈Black Hole Sun〉          |                 | 5:18      |
| 8.  | 〈Spoonman〉                |                 | 4:06      |
| 9.  | 〈Limo Wreck〉              | 코넬, 타일      | 5:47      |
| 10. | 〈The Day I Tried to Live〉 |                 | 5:19      |
| 11. | 〈Kickstand〉               | 코넬, 타일      | 1:34      |
| 12. | 〈Fresh Tendrils〉          | 코넬, 캐머런    | 4:16      |
| 13. | 〈4th of July〉             |                 | 5:08      |
| 14. | 〈Half〉                    | 셰퍼드          | 2:14      |
| 15. | 〈Like Suicide〉            |                 | 7:01      |

## 인증
| 국가                                                            | 인증        | 판매량/출하량 |
| --------------------------------------------------------------- | ----------- | ------------- |
| 오스트레일리아 (ARIA)                                           | 3× 플래티넘 | 210,000^      |
| 캐나다 (뮤직 캐나다)                                            | 3× 플래티넘 | 300,000^      |
| 이탈리아 (FIMI)                                                 | 골드        | 25,000        |
| 네덜란드 (NVPI)                                                 | 골드        | 50,000^       |
| 스웨덴 (GLF)                                                    | 2× 플래티넘 | 200,000^      |
| 영국 (BPI)                                                      | 플래티넘    | 300,000^      |
| 미국 (RIAA)                                                     | 6× 플래티넘 | 6,000,000     |
| ^출하량을 기반으로 한 인증 · 판매량+스트리밍을 기반으로 한 인증 |             |               |